# Toni Cantó

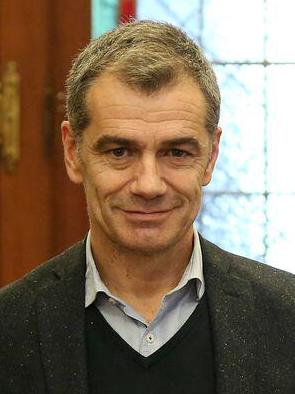
Toni Cantó (2017)

Antonio Cantó García del Moral, bekannt als Toni Cantó (* 14. Januar 1965), ist ein spanischer Schauspieler, derzeitiger Politiker der Volkspartei und ehemaliger Bürgerbeauftragter und Sprecher, der von 2011 bis April 2015 und ab Dezember 2015 bis 2021 die Provinz Valencia im Abgeordnetenhaus vertrat.

## Biografie

### Frühen Lebensjahre
Antonio Cantó García del Moral wurde am 14. Januar 1965 in Valencia als Sohn eines Arztes geboren. Er arbeitete als Modell. Er erhielt eine Schauspielausbildung am Centro Dramático Nacional und bekam 1986 eine Stelle als Fernsehmoderator in der La 1-Show La tarde.

### Schauspielkarriere und andere Auftritte
Sein Debüt in einem Spielfilm kam mit einer Aufführung in Carlos Romero Marchents Oficio de muchachos, im Jahr 1986 veröffentlicht Pedro Almodóvars Todo sobre mi madre (1999). Als Darsteller in einer Reihe von Fernsehserien in den 1990er Jahren (darunter El destino en sus manos, Entre naranjos und Querido maestro) war seine Rolle als David Pérez in der Sitcom 7 Vidas den Durchbruch, der ihm in Spanien weit verbreitete öffentliche Anerkennung verschaffte.
Cantó wurde Dritter in der ersten Staffel von Mask Singer: Adivina quién canta im Dezember 2020.

### Karriere als Politiker
Cantó trat Ciudadanos 2006 bei und kandidierte als Kandidat der Lokalliste Vecinos por Torrelodones bei den Kommunalwahlen 2007. 2008 wechselte er zu Union Progress and Democracy (UPyD).
Im Jahr 2011 wurde Cantó ausgewählt, um die UPyD-Liste in der Provinz Valencia für die Parlamentswahlen 2011 anzuführen, wo er einen Sitz erhielt. 2014 wurde er als UPyD-Kandidat für das Amt des Präsidenten der valencianischen Regierung bei den Regionalwahlen 2015 ausgewählt. Im April 2015 legte er sein Mandat im Kongress nieder und kündigte an, auch bei den Regionalwahlen in Valencia nicht als Präsident anzutreten. In seiner Rücktrittserklärung erklärte er, dass er nach dem Parteitag im Juni 2015 über einen Verbleib bei UPyD nachdenken werde.
Cantó war eine der UPyD-Figuren, die der Führung von Rosa Díez am kritischsten gegenüberstanden. Nach schlechten Ergebnissen bei den Kommunal- und Regionalwahlen, trat Díez zurück und Cantó unterstützte Irene Lozano bei den anschließenden Führungswahlen am 12. Juli 2015, bei denen Lozano gegen Andrés Herzog verlor. Vier Tage später kündigte Cantó an, dass er als Unabhängiger antreten und den zweiten Platz auf der Bürgerliste für die spanischen Parlamentswahlen 2015 anstreben würde. Er wurde als zweiter Kandidat gewählt und bei den Wahlen 2015 in den Kongress gewählt.
Er kandidierte als Cs-Kandidat für die Regionalwahlen 2019 in Valencia und wurde in die Corts Valencianes gewählt, wo er der Vorsitzende seiner Parlamentsfraktion und einer der auffälligsten Gesetzgeber wurde. Einige seiner Reden gingen viral. Er engagierte einen Cyberaktivisten und Anhänger der sogenannten Alt-Right als Helfer, der ihm half, weitere Popularität zu fördern. Nach einer kurzlebigen Annäherung an die valencianische Regierungsmehrheit in den frühen Stadien der COVID-19-Pandemie kehrte Cantó zu einem umfassenden Oppositionsstil zurück und ging in einigen Positionen über Vox und die PP hinaus.
Nach der Ankündigung des Misstrauensantrags gegen die PP-Regionalregierung in Murcia im März 2021 (und der anschließenden Krise in Cs, als regionale Gesetzgeber der Partei, die den Antrag ursprünglich unterstützt hatten, innerhalb von Stunden das Wort überschritten, um von der PP angebotene Regierungsposten anzunehmen), Der Generalsekretär der PP, Teodoro García Egea, kontaktierte Cantó. Cs-Chefin Inés Arrimadas schlug vor, Cantó in den Vorstand von Cs aufzunehmen, doch Cantó kündigte an, die Partei und seinen Sitz am 15. März 2021 zu verlassen.
9 Tage später, am 24. März 2021, gab PP bekannt, dass Cantó auf ihrer Liste für die Regionalwahlen 2021 in Madrilenen stehen würde. Cantó war jedoch in der valencianischen Gemeinschaft registriert (damit er als Kandidat bei den valencianischen Regionalwahlen kandidieren konnte) und das Wahlgremium wird durch das nationale Wahlgesetz (LOREG) zwei Monate vor den Wahlen festgelegt, sodass Zweifel an Cantós passives Wahlrecht Verfügbarkeit, da es aktives Wahlrecht erfordert. Er behauptete, er habe sich "vor einigen Tagen" in der Region Madrid registriert. Im April 2021 entschied das Verwaltungsgericht Nr. 5 von Madrid, dass Cantó zusammen mit dem beabsichtigten Mitbewerber Agustín Conde für die PP-Liste "nicht in Frage kommt", da er sich nicht frist- und formgerecht in der Region Madrid registriert hatte.